# Kálium-hidrogén-karbonát
A kálium-bikarbonát (más néven kálium-hidrogén-karbonát vagy E501ii) egy színtelen, szagtalan, enyhén lúgos kémhatású só. 

## Kémiai tulajdonságok
A kálium-bikarbonát vízben jól, alkoholban nem oldódik. 100 °C és 120 °C között elbomlik, az alábbi reakcióegyenlet szerint:
2 KHCO3  → K2CO3 (kálium-karbonát) + H2O (víz) + CO2 (szén-dioxid)

## Felhasználási területei
Hő hatására nagy mennyiségű szén-dioxidot szabadít fel, ezért sütőporokban, valamint tűzoltókészülékekben széles körben alkalmazzák. Elsősorban repülőtéri tüzek elfojtásában nagyon hatékony, a nátrium-hidrogén-karbonátnál körülbelül kétszer gyorsabban eloltja a tüzet.  Élelmiszerek esetén savanyúságot szabályozó adalékanyagként is alkalmazzák, E501ii néven. Élelmiszerek esetén nincs napi maximum beviteli mennyisége, ismert mellékhatása nincs. 
Az analitikában sósav-mérőoldatok beállítására használják.